# Sociolekt
Sociolekt er inden for lingvistik variationen af sproget karakteriseret på baggrund af sociale grupper og status. Det er et portmanteau, der kombinerer orddelene "socio-", der betyder social og "-lekt", der betyder variation i sprog.
En dialekt som kommer på baggrund af regionale forskelle kan også have sociolektisk indflydelse. For eksempel er standardtysk (også kaldet højtysk) en dialekt, idet det (i hvert fald oprindeligt) tilhører den sydligere del af Tyskland. Dog er det i kraft af at være det nationale sprog forbundet med prestige og derfor også en sociolekt.